# Bukovec, Velike Lašče
Bukovec este o localitate din comuna Velike Lašče, Slovenia, cu o populație de 5 locuitori.